# Шлемоносный казуар
Шлемоно́сный казуа́р, или обыкновенный казуар, или южный казуар (лат. Casuarius casuarius) — наиболее распространённый вид из семейства казуаровых.

## Общая характеристика
Шлемоносный казуар достигает высоты 1,5 м и веса около 80 кг. Имеет жесткое чёрное оперение, длинную шею, массивные ноги; вокруг горла свисают красные бородки (длиной до 17 см).Живут казуары в среднем от 12 до 19 лет. Обитают в Новой Гвинеи. 
Молодые особи имеют коричневое оперение.

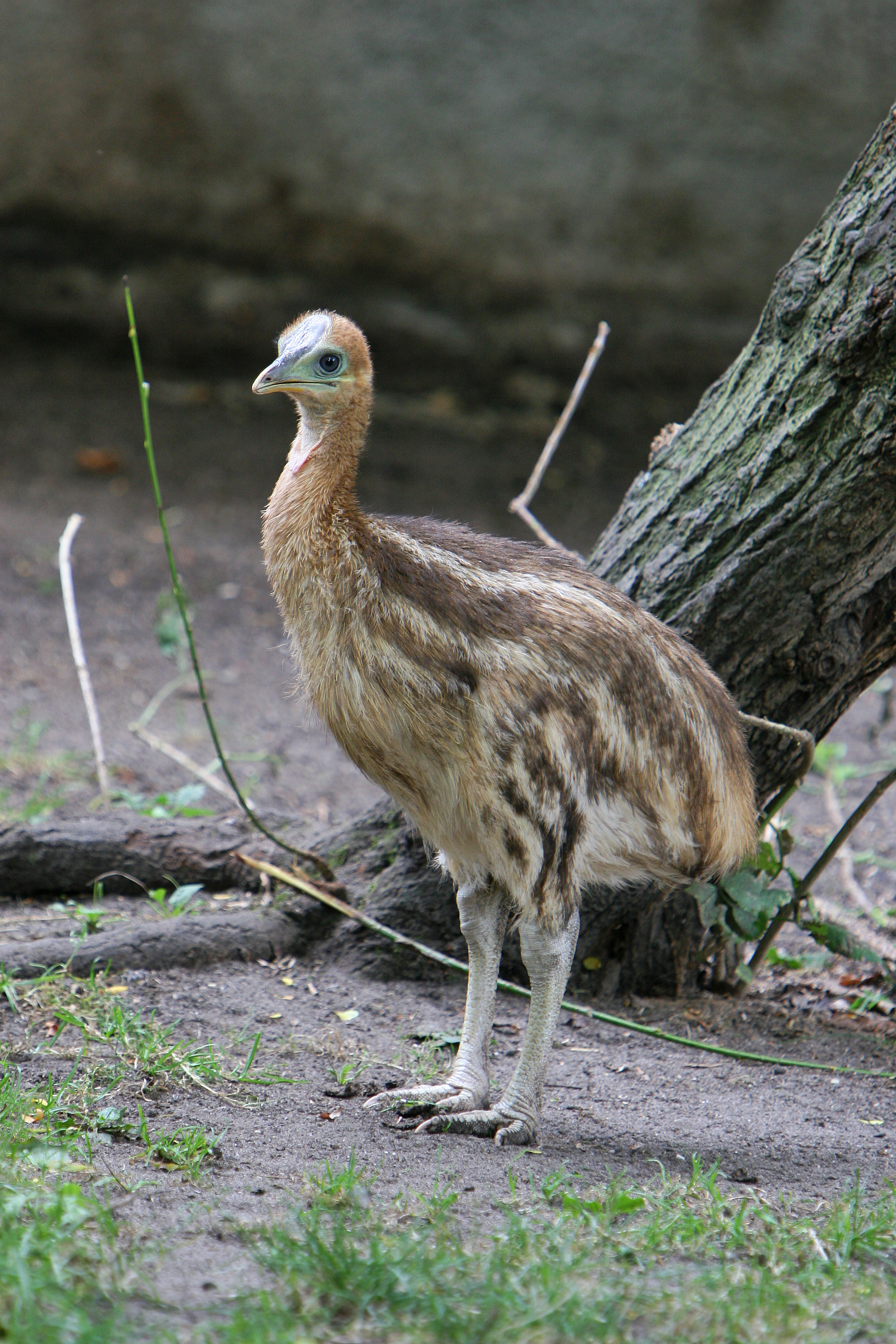
Молодой казуар

На голове казуар имеет вырост, называемый «шлемом», который у самцов крупнее, чем у самок. Окраска свисающих складок кожи на шее, или сережек, может меняться в зависимости от настроения казуара. Массивные трёхпалые ноги этой новогвинейской птицы вооружены большими когтями, особенно длинным является коготь внутреннего (первого) пальца. Этим оружием казуар способен наносить серьёзные раны, так как, защищаясь, наносит мощные удары ногами. Казуары быстро бегают и хорошо прыгают.

## Распространение
Обитает во влажных лесах Новой Гвинеи, на индонезийских островах Серам и Ару, а также в северо-восточной части Австралии. Этот вид предпочитает высоту до 1100 м (в Австралии) и до 500 м (в Новой Гвинее).

### Питание
Основная пища шлемоносного казуара — плоды, опавшие с дерева, а также мелкие животные.

### Размножение
Казуар моногамная птица. Основное время размножения у казуаров приходится на июль-август. Гнездо казуара представляет собой расчищенную площадку на земле. Гнездо строит самец из мха и листьев. Яйца казуара зеленоватого цвета весят более 500 г. кладку размером от 3 до 6 яиц, насиживает и самец, и самка, тогда как у другого представителя из рода казуаров — мурука (Casuarius bennetti) насиживает только самец. Птенцы появляются в сентябре, иногда позже.

## Галерея

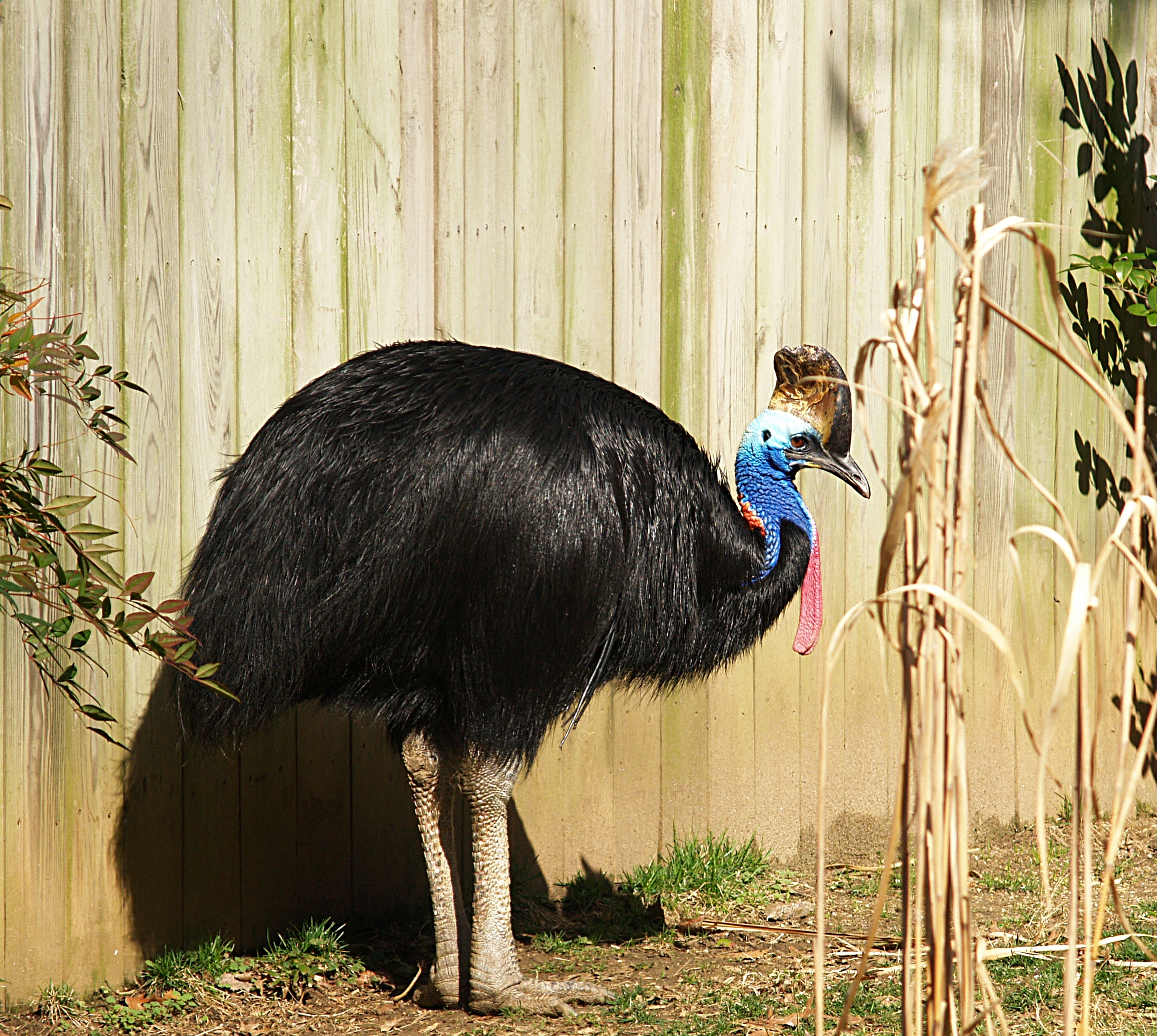
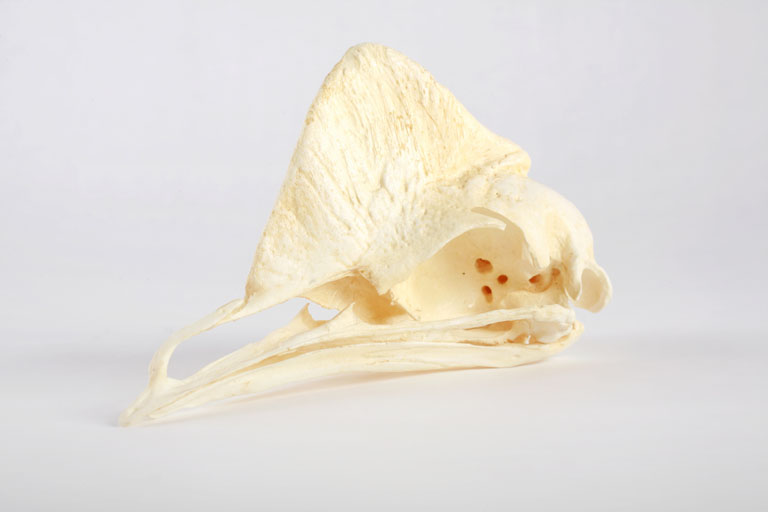
Череп Casuarius casuarius, в коллекции Музея Детского Индианаполисе.
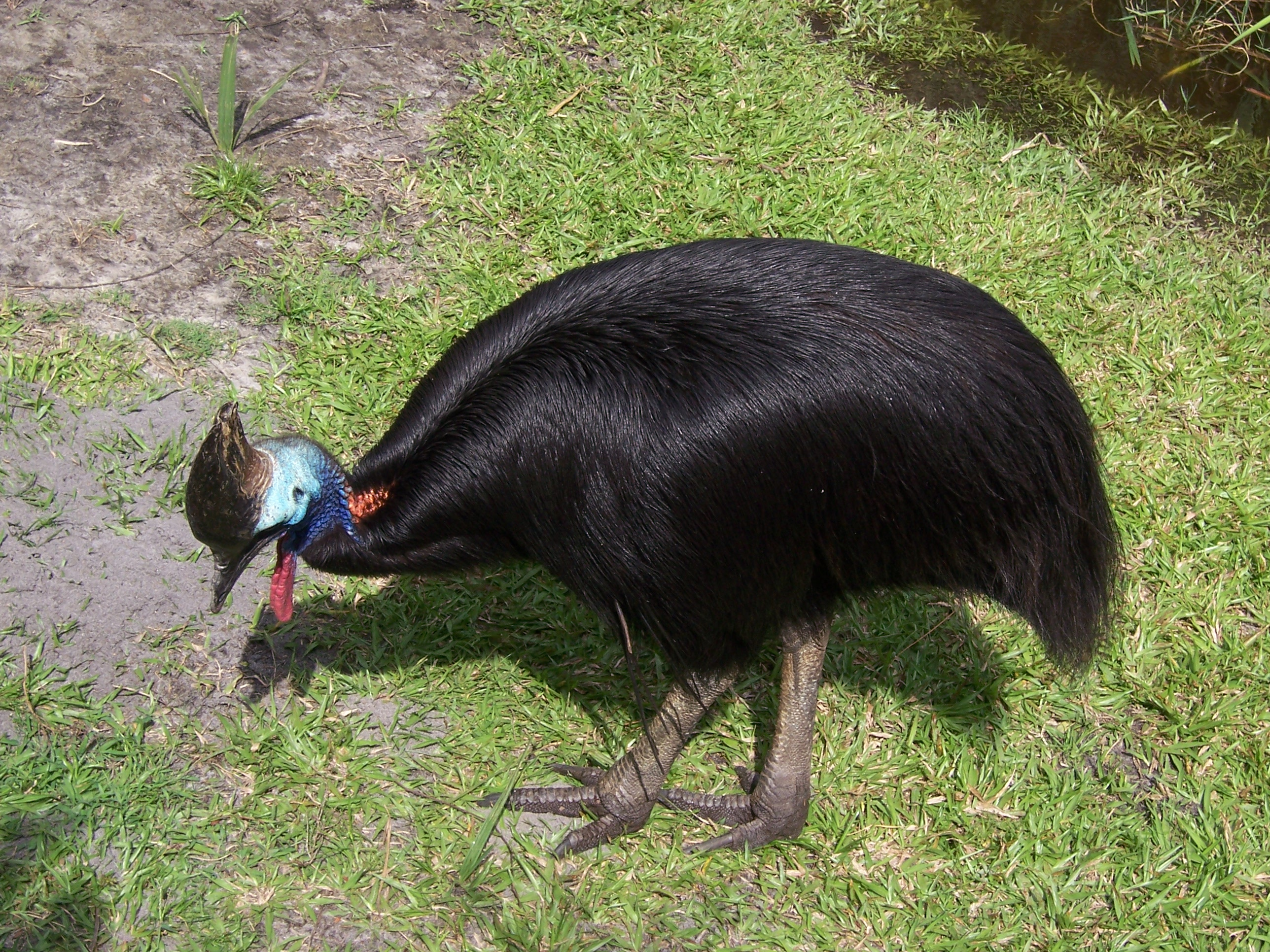
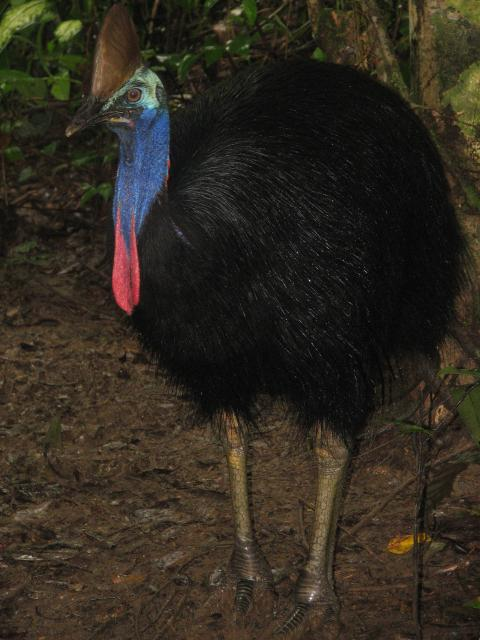
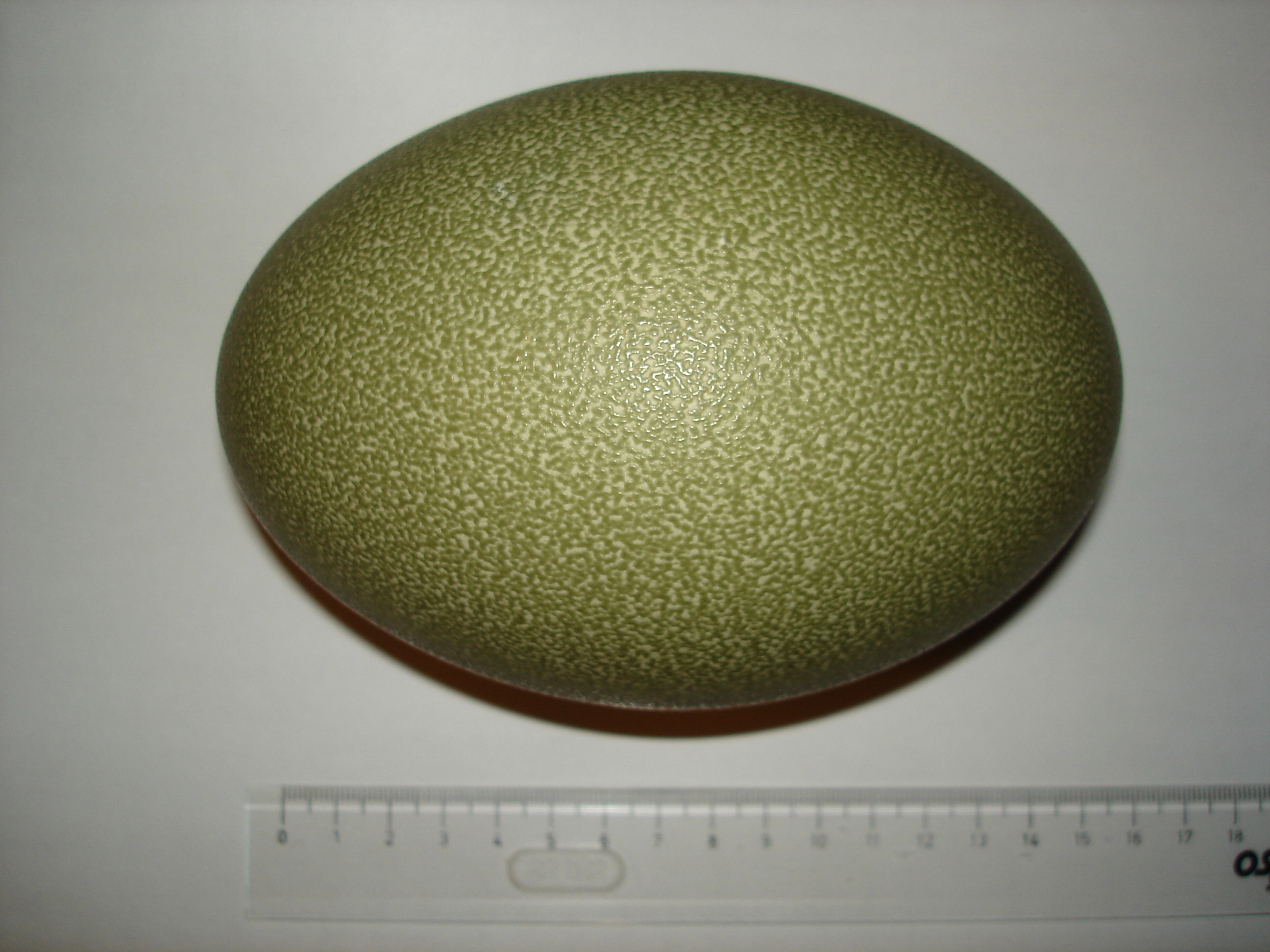
Яйцо казуара
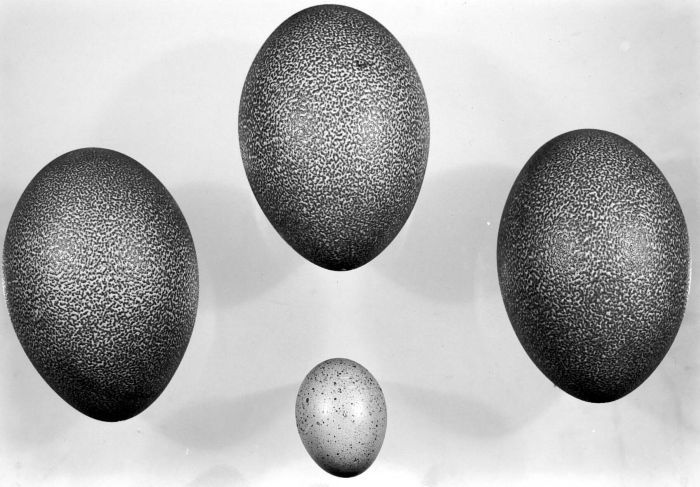
Яйца казуара и куриное яйцо
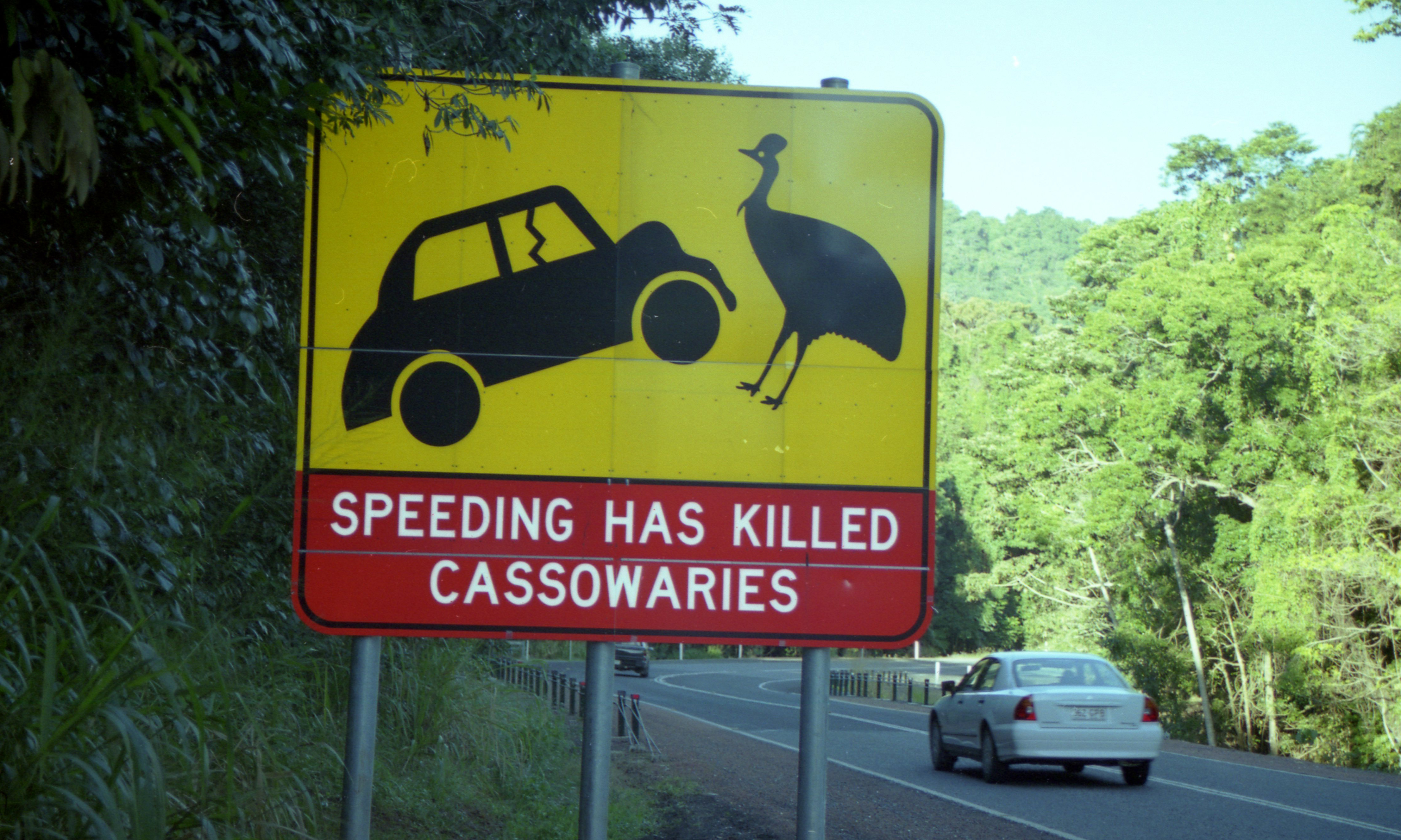
Дорожный знак, Кэрнс (Квинсленд), Квинсленд, Австралия
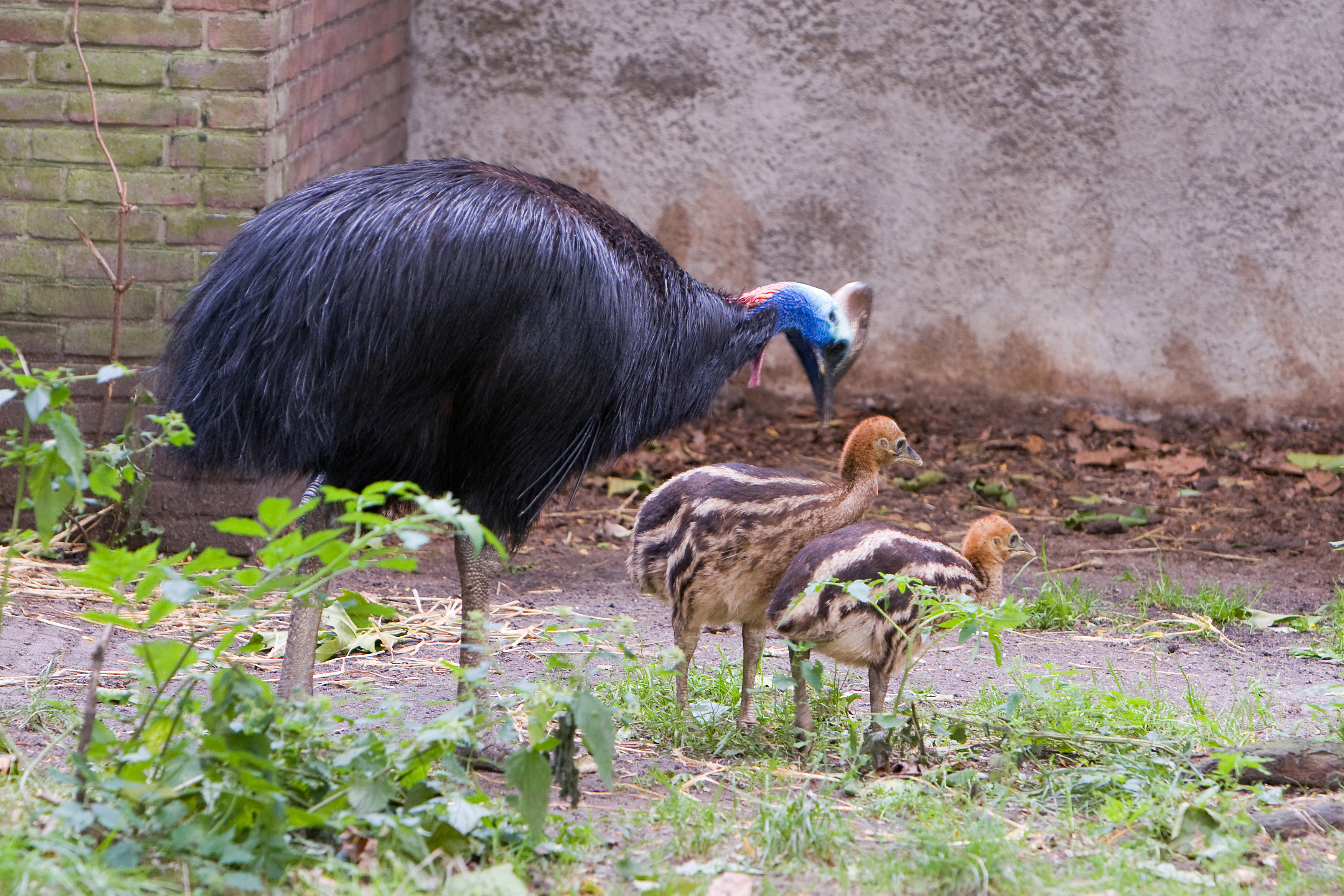
Взрослый казуар с двумя птенцами